# Psyllaephagus tyrrheus
Psyllaephagus tyrrheus är en stekelart som beskrevs av Svetlana N. Myartseva 1978. Psyllaephagus tyrrheus ingår i släktet Psyllaephagus och familjen sköldlussteklar.
Artens utbredningsområde är Turkmenistan. Inga underarter finns listade i Catalogue of Life.